# Deniz Akdeniz
Deniz Akdeniz (Melbourne, 16 maggio 1990) è un attore australiano con cittadinanza turca.

## Biografia
Akdeniz ha origini turche; i suoi genitori (il padre Atilla è docente universitario alla Università di Melbourne, la madre Aysel è una ricercatrice biochimica) emigrarono da Smirne nel 1987. Nel 2016 entra a far parte del cast della sesta stagione di C'era una volta interpretando il ruolo di Aladdin.

## Filmografia

### Cinema
- Puppy, regia di  Kieran Galvin (2005)
- Il domani che verrà - The Tomorrow Series (Tomorrow, When the War Began), regia di Stuart Beattie (2010)
- I, Frankenstein, regia di Stuart Beattie (2014)
- April Rain - Pioggia di proiettili (April Rain), regia di Luciano Saber (2014)
- The Water Diviner, regia di Russell Crowe (2014)
- L'assistente della star (The High Note), regia di Nisha Ganatra (2020)

### Televisione
- As the Bell Rings – serie TV, 27 episodi (2007-2009)
- A casa per Natale – film TV (2013)
- Graceland – serie TV, 3 episodi (2014)
- Perception – serie TV, episodio 3x14 (2015)
- Jessie – serie TV, 1 episodio (2015)
- Code Black – serie TV, 1 episodio (2016)
- C'era una volta – serie TV, 9 episodi (2016-2017)
- Jane the Virgin – serie TV, episodi 3x14-3x15 (2017)
- Siren – serie TV (2020)
- L'assistente di volo - The Flight Attendant (The Flight Attendant) – serie TV, 12 episodi (2020-2022)
- High Potential – serie TV (2024-in produzione)

## Doppiatori italiani
Nelle versioni in italiano delle opere in cui ha recitato, Deniz Akdeniz è stato doppiato da:
- Flavio Aquilone ne Il domani che verrà - The Tomorrow Series, High Potential
- Stefano Sperduti in The Cleaning Lady, L'assistente di volo - The Flight Attendant
- Stefano Macchi in Code Black
- Emanuele Ruzza in C'era una volta
- Gabriele Vender in Magnum P.I.

## Riconoscimenti
- Inside Film Awards: nominato come miglior attore (2010)[3]